# Baby Papillon
Baby Papillon (ou Bébé Papillon), nom de scène de Thérèse Boivin, est une danseuse nue québécoise active durant les années 1970 et au début des années 1980. Annoncée par les boîtes du milieu de l'effeuillage montréalais et québécois comme étant « la plus grosse danseuse nue au monde », elle se produisait parfois sur scène avec Pitou La Botte. Le spectacle prenait davantage l'air du cirque des curiosités que d'un simple numéro de danse nue.

## Biographie
Baby Papillon se voit découvrir un cancer du pancréas et est hospitalisée à Notre-Dame de Montréal. Elle est également prise d'une pneumonie. Elle meurt le 21 décembre 1994 à 8 h 30 à l'âge de 65 ans. Elle pesait 230 livres au moment de son décès.

## Médiatisation
Ayant été une personnalité marquante du milieu des cabarets québécois, Baby Papillon est devenue un référent culturel québécois.
Une performance de Baby Papillon et Pitou LaBotte est décrite par Alain Beaulieu dans son roman Le festin de Salomé. Ainsi : « Pitou LaBotte tenait le rôle du chien, accompagné de sa maîtresse Baby Papillon, dont le corps ondulait derrière lui. Un masque vénitien devant les yeux, elle avançait d'un pas lent, vêtue d'un déshabillé transparent duquel débordait sa poitrine volumineuse. Pitou s'est mis à aboyer et Baby a fait semblant de le réprimander en le fouettant avec le cuir de la laisse. La foule en a redemandé en applaudissant sans ménagement. Mais Pitou s'est écrasé, comme si le châtiment l'avait achevé et Baby Papillon a posé un pied sur son dos pour marquer sa victoire,,. »
Il est mention de Baby Papillon dans le film Elvis Gratton II : Miracle à Memphis.
Baby Papillon est aussi l'objet d'une chanson (Bébé Papillon) du groupe québécois Maraudeur,.